# Branko Bauer
Branko Bauer (Dubrovnik, 18. veljače 1921. – Zagreb, 11. travnja 2002.), hrvatski redatelj.

## Životopis
Svakako jedan od najplodnijih i najpopularnijih redatelja bivše države Jugoslavije. Njegovo poimanje režije bilo je vrlo blisko hollywoodskoj dramaturgiji, zbog toga je bio neobično popularan kod publike, ali ga je istovremeno cijenila i ozbiljna filmska kritika.
Kraj života dočekao je u vrlo skromnim uvjetima - gotovo u bijedi, zbog neriješenih mirovinskih problema.

## Karijera
Od samog početka svoje filmske karijere imao je neobičnu empatiju prema djeci i mladima. Njegovi prvi cjelovečernji filmovi bili su dječji filmovi; Sinji galeb, 1953. (adaptacija romana "Družina Sinjega galeba" Tone Seliškara) i Milijuni na otoku, 1955. godine. 
Njegov sljedeći film - Ne okreći se, sine (1956.) smatra se jednim od najznačajnijih filmova s tematikom Drugog svjetskog rata, nagrađen je s tri Zlatne arene u Puli. 
Prvi se okušao u žanru melodrame - Samo ljudi (1957), o ljubavi ratnog invalida i slijepe djevojke. 
Nakon toga slijedi jedna od prvih komedija o svakidašnjici studentskog para koji traži stan (Martin u oblacima, 1961.), naslovnu ulogu igrao je Boris Dvornik i taj film je neobično pomogao njegovoj popularnosti kod široke filmske publike.
Zatim slijedi velika uspješnica Prekobrojna (1962.) - komedija o životu omladine na radnim akcijama. Film Licem u lice (1963. Zlatna arena za režiju) je njegov prijelomni film kojim se obara na samovlašće.
Nakon toga radi za TV Zagreb, 70-ih se vraća se svojoj prvoj ljubavi, tematici o djeci u ratu; Zimovanje u Jakobsfeldu (1975. Zlatna arena za režiju),Salaš u Malom Ritu (1976.) i biografski film Boško Buha (1978). godine.
Nositelj je priznanja Pravednik među narodima.

## Filmografija (redateljska)
- "Naša djeca" (1950.)
- "Uzbuna" (1951.)
- "Zagorje slavi" (1952.)
- "Sinji galeb" (1953.)
- "Dani slave" (1953.)
- "Naprijed" (1953.)
- "San male balerine" (1954.)
- "Prva revija domaćeg filma" (1954.)
- "Vesna" (1955.)
- "Milijuni na otoku" (1955.)
- "Ne okreći se, sine" (1956.)
- "Doviđenja Krapino" (1956.)
- "Samo ljudi" (1957.)
- "Tri Ane" (1959.)
- "Martin u oblacima" (1961.)
- "Prekobrojna" (1962.)
- "Licem u lice" (1963.)
- "Nikoletina Bursać" (1964.)
- "Doći i ostati" (1965.)
- "Četvrti suputnik" (1967.)
- "Zimovanje u Jakobsfeldu" (1975.)
- "Salaš u Malom Ritu" (1975.)
- "Samoupravljanje - nada" (1978.)
- "Boško Buha" (1978.)